# Iraia
Iraia  este un oraș în Grecia în prefectura Arcadia.

## Personalități născute aici
- Konstantinos Costa-Gavras (n. 1933), regizor, producător de film francez.